# Hanai
Hanai és el terme emprat a la cultura Hawaiana que fa referència a l'adopció informal d'una persona per una altra, independentment de la seva edat. Es pot emprar com a adjectiu, com "nen Hanai" o com un verb "Hanai" a algú de la família.
A la cultura hawaiana, el Hanai ha estat històricament una pràctica que empraven totes les famílies, donant en Hanai als seus fills a altres famílies hawaianes. Això fa que el seguiment de les arrels genealògiques sigui una mica més complicat.
Quan Winona Beamer va parlar sobre el tema del Hanai i la seva rellevància per a l'admissió a les Escoles Kamehameha, tenia coneixement de primera mà de la pràctica en la seva família immediata. Kaliko Beamer-Trapp va néixer a Anglaterra, però va emigrar als Estats Units amb la seva mare biològica. Quan Beamer va decidir adoptar en Hanai a Kaliko, la seva família va celebrar una cerimònia especial de Hanai.
Altres cultures de la Polinèsia, com ara els tahitians i els maoris, tenen pràctiques d'adopció semblants.